# Gora Chebysheva
Gora Chebysheva (englische Transkription von russisch Гора Чебышева Gora Tschebyschewa) ist ein Nunatak im ostantarktischen Mac-Robertson-Land. In den Prince Charles Mountains ragt er unmittelbar südöstlich des Mount Rymill auf.
Russische Wissenschaftler benannten ihn. Der weitere Benennungshintergrund ist nicht hinterlegt.